# Дворец Моденских

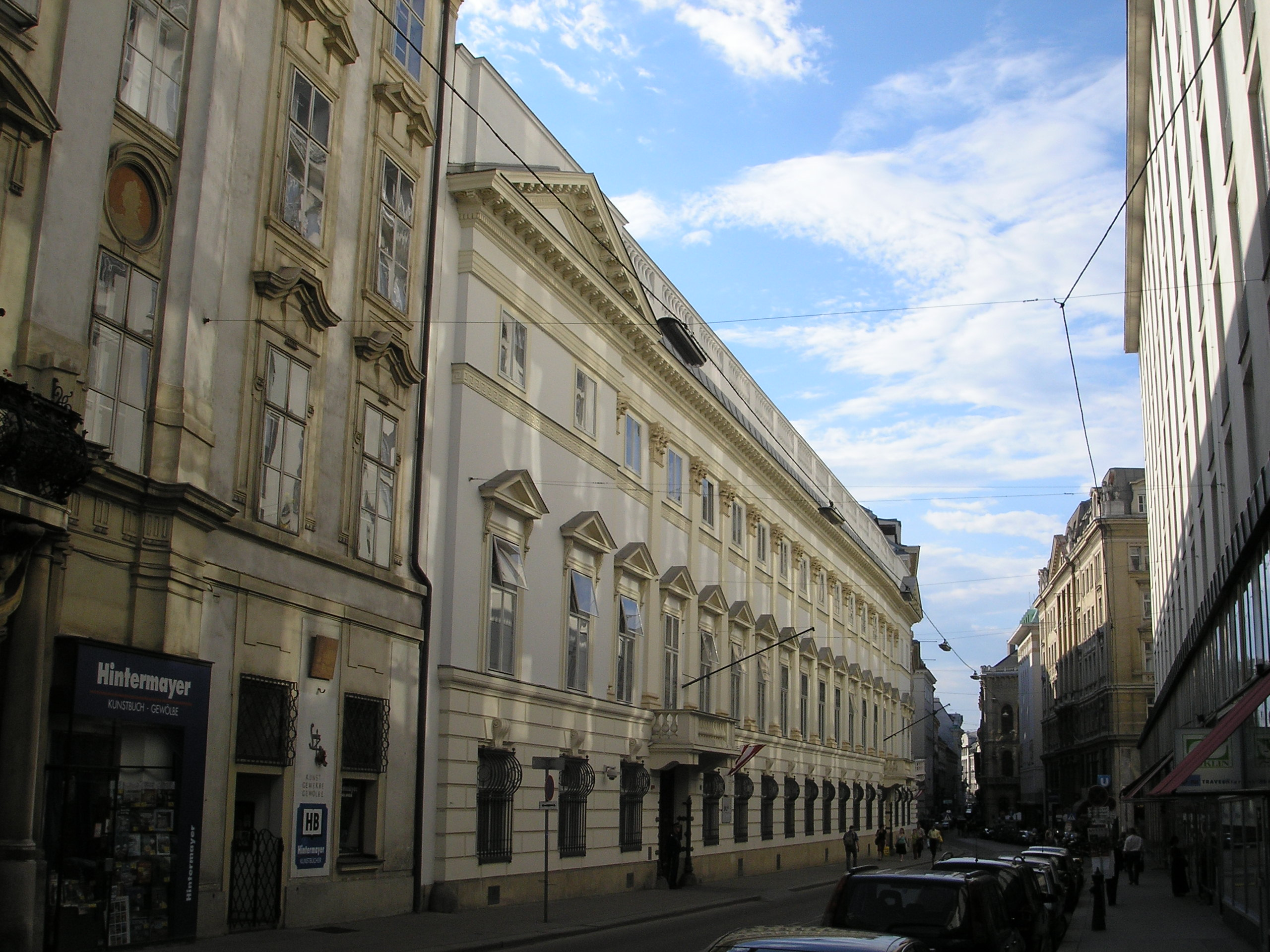
Моденский дворец в июне 2006-го

Мо́денский дворе́ц (нем. Palais Modena) — резиденция моденской ветви дома Габсбургов, расположенная в Вене по адресу Херренгассе, 7. Она была выстроена в 1658—1678 годах. и поначалу несла на себе отпечаток ренессанса. Впоследствии была перестроена в духе классицизма.
В настоящее время дворец является штаб-квартирой Федерального министерства внутренних дел Австрии.